# Tetraproctus antennatus
Tetraproctus antennatus är en skalbaggsart som beskrevs av Iablokov-khnzorian 1953. Tetraproctus antennatus ingår i släktet Tetraproctus och familjen Melolonthidae. Inga underarter finns listade i Catalogue of Life.